# Celtic Woman: Silent Night
Silent Night es un álbum recopilatorio de Navidad de la agrupación irlandesa Celtic Woman. Abarca las más destacadas composiciones navideñas del grupo desde A Christmas Celebration de 2006 en adelante, siendo este álbum, del cual se extraerán más temas para su nueva interpretación. Este es el primer álbum de Celtic Woman en ser distribuido por EMI Music Christian Music Group (CMG), inicialmente se concebía como un CD exclusivamente disponible para comercializaciones minoristas en establecimientos de índole Cristiana, aunque en la actualidad se encuentra también disponible a través de otros puntos de venta.
Silent Night incorpora una nueva canción, The Light Of Christmas Morn, interpretado por Chloë Agnew, Lisa Lambe y Máiréad Nesbitt.
Los otros temas fueron extraídos de su álbum A Christmas Celebration y The Greatest Journey, publicados en 2006 y 2008, respectivamente.

## Lista de temas
| Silent Night |                                                    |                                               |          |  |
| N.º          | Título                                             | Intérprete(s)                                 | Duración |  |
| 1.           | «Away In A Manger»                                 | Órla Fallon                                   | 2:32     |  |
| 2.           | «The Light Of Christmas Morn»                      | Agnew, Lambe                                  | 4:04     |  |
| 3.           | «O Holy Night»                                     | Agnew, Fallon, Kelly, Nesbitt, Ní Mhaolchatha | 4:25     |  |
| 4.           | «White Christmas»                                  | Agnew, Kelly, Ní Mhaolchatha                  | 3:21     |  |
| 5.           | «Silent Night»                                     | Nesbitt, Ní Mhaolchatha                       | 3:25     |  |
| 6.           | «Ave Maria»                                        | Agnew, Fallon                                 | 2:56     |  |
| 7.           | «Carol Of the Bells»                               | Máiréad Nebitt                                | 2:20     |  |
| 8.           | «Have Yourself A Merry Little Christmas»           | Agnew, Fallon, Kelly, Nesbitt, Ní Mhaolchatha | 2:27     |  |
| 9.           | «Pie Jesu»                                         | Agnew, Hilary, Nesbitt                        | 3:29     |  |
| 10.          | «Don Oíche Úd I mBeithil (That Night I Bethlehem)» | Agnew, Nesbitt, Ní Mhaolchatha                | 2:45     |  |
| 11.          | «The Wexford Carol»                                | Méav Ní Mhaolchatha                           | 3:04     |  |
| 12.          | «The Little Drummer Boy»                           | Agnew, Fallon                                 | 3:48     |  |
| 13.          | «O Come All Ye Faithful»                           | Agnew, Fallon, Kelly, Nesbitt, Ní Mhaolchatha | 3:50     |  |
| 42:26        |                                                    |                                               |          |  |